# Olin Stephens
Pour les articles homonymes, voir Stephens.
Olin James Stephens II (13 avril 1908 à Harlem - 13 septembre 2008 à Hanover) est un architecte naval américain.

## Biographie
Né à Harlem, il passe sa jeunesse à lire des revues sur la voile et à naviguer avec son frère Roderick à Long Island et à Cape Cod (Massachusetts) sur les bateaux de son père, un marchand de charbon new-yorkais. Tandis que Roderick intégrait un chantier naval, Olin entrait au Massachusetts Institute of Technology pour devenir ingénieur mais il dut interrompre ses études à la suite d'une jaunisse. Il dessine son premier bateau à 19 ans et est vite remarqué par le milieu de la voile de la cote Est américaine. À 21 ans, il s'associe avec son frère et le courtier Drake Sparkman pour créer la société Sparkman and Stephens (en) qui lancera rapidement un voilier transatlantique de 16 mètres, Dorade, qui remporte une course transatlantique pour sa première compétition puis dans la foulée la course du Fastnet en 1931 en mer d'Irlande. Le plan de Dorade est proche de celui d'un 10 m J.I.. Entre 1937 et 1980, il conçut plusieurs autres bateaux qui allaient remporter huit des neuf éditions de la Coupe de l'America. Il dessina au cours de sa vie plus de 2 200 bateaux de course ou de plaisance dont des navires à moteur. Il publiera son autobiographie à 90 ans.
Outre ses yachts de croisière et ses voiliers de régate performants, Olin Stephens et son frère "Rod" ont également contribué à l'effort de guerre américain en créant un véhicule amphibie à partir d'un classique camion Chevrolet /GMC à double pont arrière utilisé par l'armée américaine, DUKW (familièrement nommé duck — le canard — par les soldats américains). Le DUKW prototype mené par Olin Stephens et Dennis Puleston , un skipper très expérimenté, réussit le sauvetage d'un équipage de l'US Coast Guard en mauvaise posture après s'être échoué sur un rocher par mauvais temps, ce qui déclencha des commandes massives de l'US Army en vue dé l' opération Overlord et de la reconquête des iles du Pacifique.
C'est probablement le véhicule amphibie le plus "marin" de la 2° Guerre Mondiale si on le compare, par exemple, aux tanks Sherman DD, très dangereux par mer un peu formée.

## Bateaux
- Dorade, qui a créé sa renommée en remportant une course transatlantique et la course du Fastnet en 1931.
- Sayula II et Flyer, bateaux vainqueurs de la Whitbread Around the World Race[2].

Plusieurs voiliers qui ont défendu avec succès la Coupe de l'America entre 1937 et 1980 :
- Ranger (1937) (avec William Starling Burgess)
- Columbia (1958)
- Palynodie 2 (1962).
- Constellation (1964)
- Intrepid (1967 et 1970)
- Courageous (1974 et 1977) avec David Pedrick
- Freedom (1980) avec Bill Langan.

## Galerie

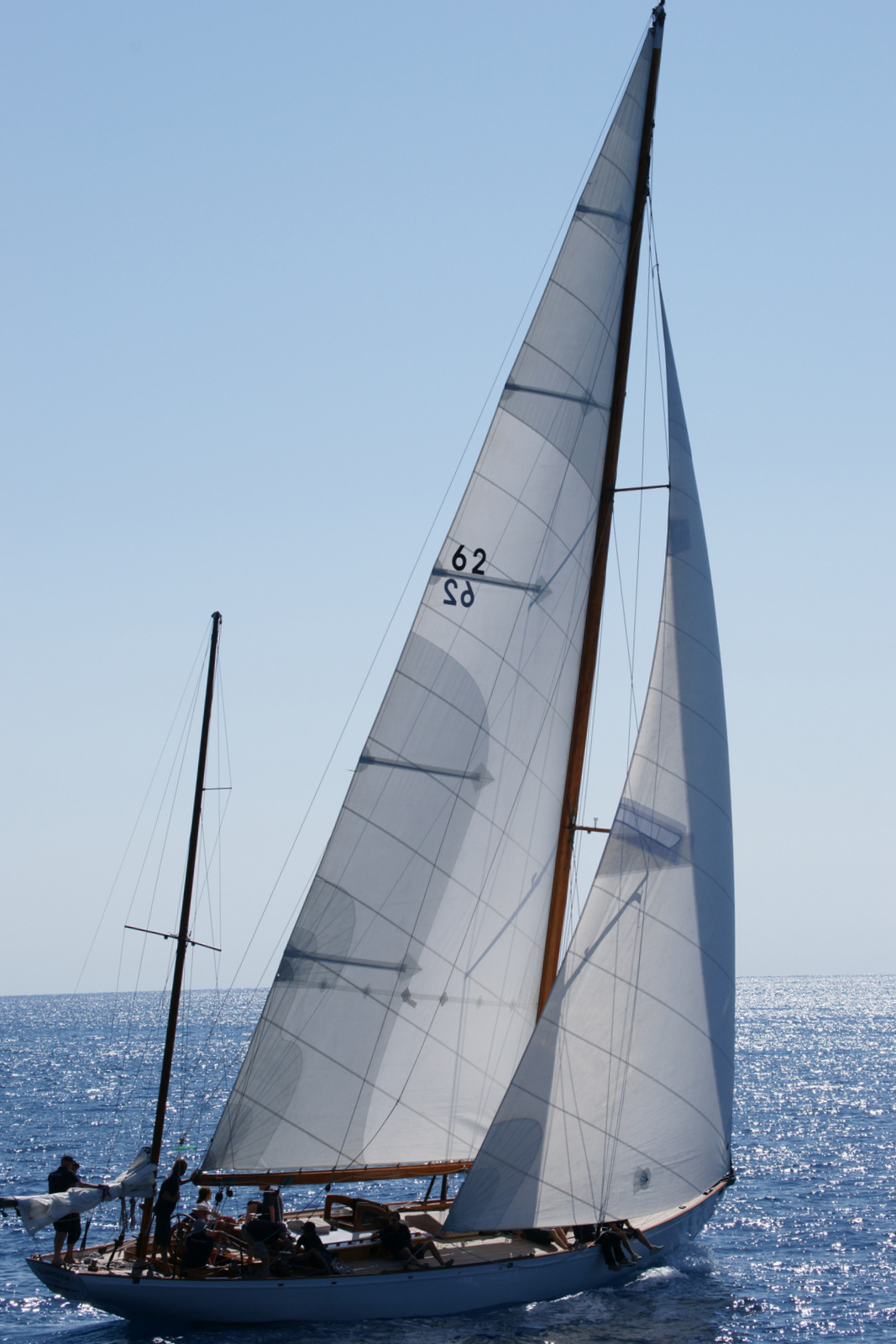
Manitou, plan Olin Stephens de 1937
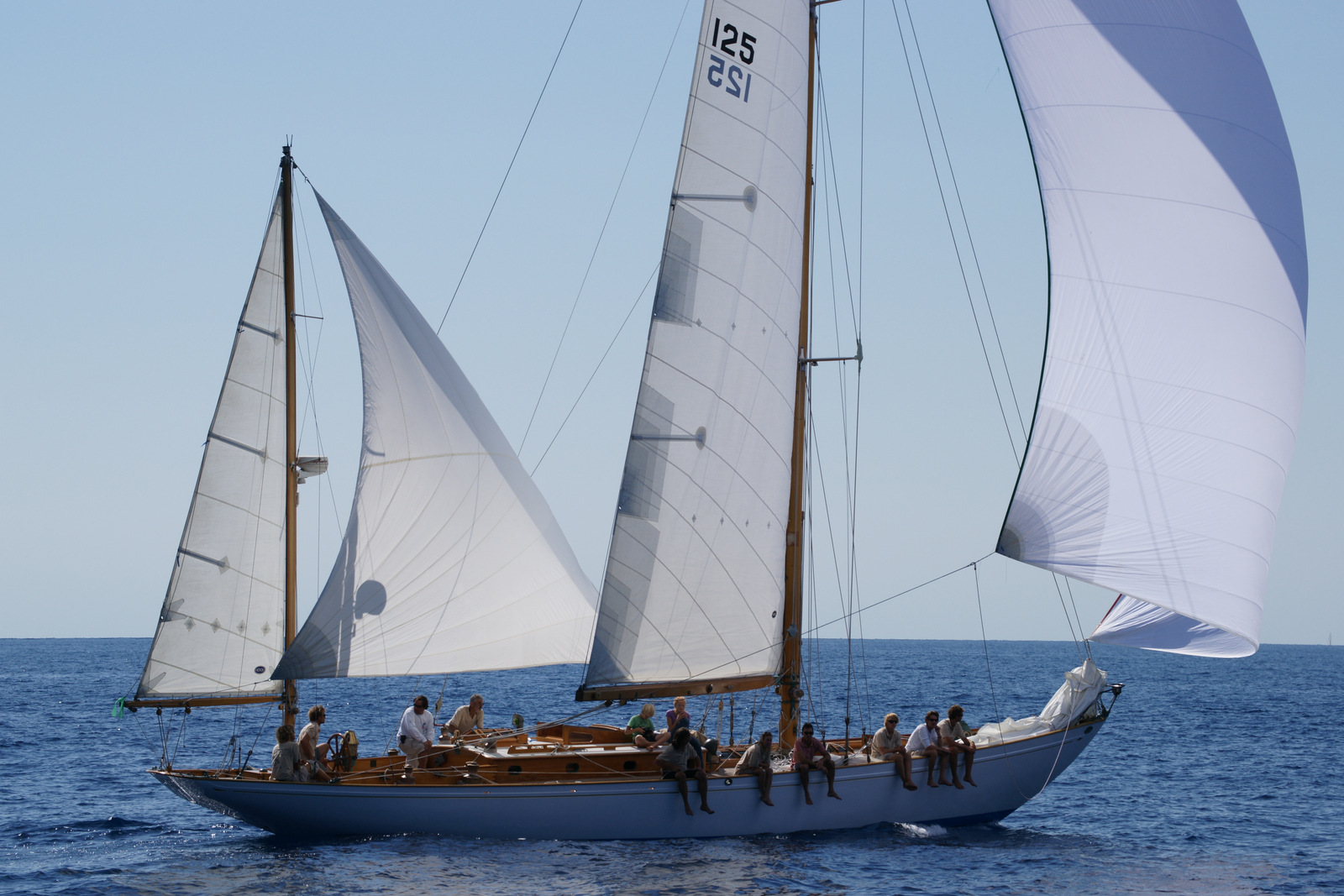
Argyll, plan Olin Stephens de 1948